# Bol'šaja Čalykla
La Bol'šaja Čalykla (in russo Большая Чалыкла?) è un fiume della Russia, affluente di sinistra del Kamelik, che scorre nei rajon Ozinskij e Pugačëvskij dell'oblast' di Saratov.

## Descrizione
Il fiume ha origine vicino al confine con il Kazakistan e all'insediamento di Ozinki, che attraversa, e scorre in direzione prevalentemente settentrionale. Sfocia nel Kamelik a 69 km dalla foce. Ha una lunghezza di 155 km, l'area del suo bacino è di 3330 km².